# Ка Бјанка (Сондрио)
Ка Бјанка је насеље у Италији у округу Сондрио, региону Ломбардија.
Према процени из 2011. у насељу је живело 24 становника. Насеље се налази на надморској висини од 332 м.